# راي جويس
راي جويس (بالإنجليزية: Rae Joyce)‏ هي فنانة قصص مصورة نيوزيلندية، ولدت في 1976 في يوركشاير في المملكة المتحدة.